# Pepsideild 2013
Die Pepsideild 2013 ist die 102. Spielzeit der höchsten isländischen Fußballliga. Sie begann am 5. Mai 2013 und endete am 28. September 2013 mit dem 22. Spieltag.
Meister wurde KR Reykjavík, der Titelverteidiger FH Hafnarfjörður fünf Punkte hinter sich ließ.

## Modus
Die zwölf Teams der Liga spielen in einer einfachen Hin- und Rückrunde gegeneinander, so dass jedes Team 22 Spiele absolviert. Die zwei letztplatzierten Mannschaften steigen zum Saisonende ab.
Der Meister ist für die Qualifikation der Champions League 2014/15 zugelassen, die zweit- und drittplatzierte Mannschaft sowie der Cupsieger zu jener für die Europa League.

## Vereine
Im Vergleich zum Vorjahr veränderte sich die Ligazusammensetzung folgendermaßen: UMF Selfoss und UMF Grindavík stiegen als elft- bzw. zwölftplatziertes Team der Saison 2012 in die 1. deild karla (2. Leistungsstufe) ab. Der dortige Meister Þór Akureyri sowie der zweitplatzierte UMF Víkingur stiegen dagegen in die erste Liga auf.
| Verein               | Wappen                   | Stadt          | Stadion          | Kapazität |
| -------------------- | ------------------------ | -------------- | ---------------- | --------- |
| ÍA Akranes           | ÍA Akranes               | Akranes        | Akranesvöllur    | 04.850    |
| Þór Akureyri         | Þór Akureyri             | Akureyri       | Þórsvöllur       | 00.984    |
| FH Hafnarfjörður     | FH Hafnarfjörður         | Hafnarfjörður  | Kaplakriki       | 06.738    |
| Keflavík ÍF          | Keflavík ÍF              | Keflavík       | Keflavíkurvöllur | 04.957    |
| Breiðablik Kópavogur | Breiðablik Kópavogur     | Kópavogur      | Kópavogsvöllur   | 05.501    |
| Fram Reykjavík       | Fram Reykjavík           | Reykjavík      | Laugardalsvöllur | 15.427    |
| ÍF Fylkir Reykjavík  | ÍF Fylkir Reykjavík      | Reykjavík      | Fylkisvöllur     | 02.872    |
| KR Reykjavík         | KR Reykjavík             | Reykjavík      | KR-völlur        | 03.333    |
| Valur Reykjavík      |                          | Reykjavík      | Hlíðarendi       | 03.000    |
| UMF Stjarnan         | Ungmennafélagið Stjarnan | Garðabær       | Stjörnuvöllur    | 01.292    |
| ÍB Vestmannaeyja     | ÍB Vestmannaeyja         | Vestmannaeyjar | Hásteinsvöllur   | 02.834    |
| UMF Víkingur         | UMF Víkingur             | Ólafsvík       | Ólafsvíkurvöllur | 01.130    |

## Abschlusstabelle
| Pl. | Verein               | Sp. | S  | U | N  | Tore    | Diff. | Punkte |
| --- | -------------------- | --- | -- | - | -- | ------- | ----- | ------ |
| 1.  | KR Reykjavík (P)     | 22  | 17 | 1 | 4  | 050:270 | +23   | 52     |
| 2.  | FH Hafnarfjörður (M) | 22  | 14 | 5 | 3  | 047:220 | +25   | 47     |
| 3.  | UMF Stjarnan         | 22  | 13 | 4 | 5  | 034:250 | +9    | 43     |
| 4.  | Breiðablik Kópavogur | 22  | 11 | 6 | 5  | 037:270 | +10   | 39     |
| 5.  | Valur Reykjavík      | 22  | 8  | 9 | 5  | 045:310 | +14   | 33     |
| 6.  | ÍB Vestmannaeyja     | 22  | 8  | 5 | 9  | 026:280 | −2    | 29     |
| 7.  | ÍF Fylkir Reykjavík  | 22  | 7  | 5 | 10 | 033:330 | ±0    | 26     |
| 8.  | Þór Akureyri (N)     | 22  | 6  | 6 | 10 | 031:440 | −13   | 24     |
| 9.  | Keflavík ÍF          | 22  | 7  | 3 | 12 | 033:470 | −14   | 24     |
| 10. | Fram Reykjavík       | 22  | 6  | 4 | 12 | 026:370 | −11   | 22     |
| 11. | UMF Víkingur (N)     | 22  | 3  | 8 | 11 | 021:350 | −14   | 17     |
| 12. | ÍA Akranes           | 22  | 3  | 2 | 17 | 029:560 | −27   | 11     |

Platzierungskriterien: 1. Punkte – 2. Tordifferenz – 3. geschossene Tore

| (M) | amtierender isländischer Meister     |
| (P) | amtierender isländischer Pokalsieger |
| (N) | Neuaufsteiger der letzten Saison     |

## Torschützenliste
| Pl. | Name                      | Team                 | Tore |
| --- | ------------------------- | -------------------- | ---- |
| 01. | Vidar Örn Kjartansson     | ÍF Fylkir Reykjavík  | 13   |
| 02. | Gary Martin               | KR Reykjavík         | 12   |
| 03. | Atli Viðar Björnsson      | FH Hafnarfjörður     | 11   |
| 04. | Chukwudi Chijindu         | Þór Akureyri         | 10   |
| 04. | Hólmbert Aron Friðjónsson | Fram Reykjavík       | 10   |
| 04. | Björn Daníel Sverrisson   | FH Hafnarfjörður     | 10   |
| 07. | Halldór Orri Björnsson    | UMF Stjarnan         | 09   |
| 07. | Hördur Sveinsson          | Keflavík ÍF          | 09   |
| 07. | Árni Vilhjálmsson         | Breiðablik Kópavogur | 09   |
| 10. | Óskar Örn Hauksson        | KR Reykjavík         | 07   |
| 10. | Baldur Sigurdsson         | KR Reykjavík         | 07   |